# Antal Majnek
Antal Majnek OFM (ur. 18 listopada 1951 w Budapeszcie, na Węgrzech) – rzymskokatolicki biskup diecezji mukaczewskiej w latach 2002–2022.

## Życiorys
W 1977 wstąpił do zakonu franciszkanów na Węgrzech. 17 kwietnia 1982 otrzymał święcenia kapłańskie w Budapeszcie. W 1989 rozpoczął pracę misyjną na Ukrainie.

## Episkopat
9 grudnia 1995 został mianowany biskupem pomocniczym Zakarpacia wraz ze stolicą tytularną Febiana. Sakry biskupiej udzielił mu w Rzymie papież Jan Paweł II 6 stycznia 1996 r. Od 1997 pełnił funkcję administratora apostolskiego Zakarpacia.
27 marca 2002 został mianowany biskupem diecezjalnym mukaczewskim.
28 stycznia 2022 papież Franciszek przyjął jego rezygnację z pełnionej funkcji.